# Àngel Garriga i Boixader
Àngel Garriga i Boixader (Vic, 1866 - Lleida, 24 de gener de 1949) va ser un poeta i prosista noucentista català. Era germà del també poeta i escriptor Ramon Garriga i Boixader.
Va estudiar teologia al seminari de Vic fins a ser ordenat el 1890. Ja com a eclesiàstic, va exercir diversos càrrecs dins les estructures de l'Església, destinat com a ecònom a Santa Maria de Vilafranca i Vallgorguina (1894), i com a rector a Santa Maria de Llerona a les Franqueses (1900) i a Sant Martí de Cerdanyola. També va esdevenir arxipreste de Sabadell el 1913, fins que va ser enviat com a canonge a la Catedral de Lleida on exercí durant més de vint-i-cinc anys.
En l'àmbit de l'escriptura, va participar en el Círcol Literari de Vic i formà part del grup de l'Esbart de Vic. Va participar publicacions literàries importants com La veu del Montserrat, La Renaixensa, Il·lustració Catalana i La veu de Catalunya. Va participar i guanyar en diversos certàmens poètics, entre els quals destaquen el premi extraordinari dels Jocs Florals de Barcelona 1903 pel poema «Enfilall» i el de 1905 per «Rurals». Anys després, el 1921, repetiria amb un accèssit a la Viola d'or per «De la Vida Pagesa».
Va publicar el poema «Sant Miquel dels Sants» (1896) musicat per Lluís Gonzaga Jordà i Rossell.
El seu estil poètic noucentista aborda dues temàtiques principals: la religiosa i la costumista. S'inspira d'altres contemporanis com Jacint Verdaguer i del seu germà Ramon.

## Obres[2]
- Els Sants Martirs de Catalunya (1889)
- Rectorals (antologia poètica, 1915)
- Poesíes Premiades[2]
- Les festes parroquials de tot l'any (1924)